# Temi (astronomia)
La scoperta di Temi, o Themis, decimo satellite naturale di Saturno, fu annunciata il 28 aprile 1905 da William Henry Pickering, che sette anni prima aveva individuato un altro satellite di Saturno, Febe. La scoperta era stata resa possibile, secondo l'astronomo, dall'analisi di tredici diverse lastre fotografiche scattate fra il 17 aprile e l'8 luglio 1904.
Ricerche successive portarono tuttavia alla conclusione che Pickering si era sbagliato; in realtà oggigiorno non esiste nessun satellite di Saturno che porti il nome di Temi.

## Parametri orbitali
In base ai dati in suo possesso, Pickering aveva ricavato anche i parametri orbitali del corpo celeste; la sua inclinazione orbitale rispetto all'eclittica doveva essere di 39,1°, la sua eccentricità pari a 0,23 (un valore notevole), e la distanza media da Saturno sembrava essere pari a 1457000 km, cioè analoga a quelle di Titano e di Iperione. Il periodo di rivoluzione di Temi fu stimato in circa 20,85 giorni, in direzione prograda.
Pickering stimò che Temi avesse un diametro pari a 61 km; nel calcolo utilizzò lo stesso valore di albedo esageratamente alto che aveva attribuito erroneamente a Febe, quando aveva assegnato a quest'ultimo un diametro di soli 68 km. Utilizzando l'albedo oggi nota di Febe ed osservando le fotografie da cui Pickering desunse l'esistenza di Temi è possibile stimare un diametro teorico di circa 200 km.
Nel 1906 l'Accademia francese delle scienze assegnò a Pickering il Premio Lalande per la "scoperta del nono e decimo satellite di Saturno".
In realtà il decimo satellite di Saturno in ordine di scoperta fu Giano, osservato per la prima volta nel 1966, la cui scoperta fu confermata nel 1980. La sua orbita è estremamente differente da quella prevista per Temi.

## Altri satelliti immaginari di Saturno
Curiosamente già nell'aprile del 1861 un altro astronomo, Hermann Goldschmidt, aveva erroneamente ritenuto di aver scoperto un nuovo satellite di Saturno compreso fra le orbite di Titano ed Iperione; egli attribuì al nuovo corpo celeste il nome di Chirone. Sebbene Chirone non esista, il suo nome è stato in seguito attribuito alla cometa (inizialmente identificata come asteroide) 2060 Chirone.

## Temi nella fantascienza
Il racconto di fantascienza Titano, di John Varley, è ambientato nel corso di una spedizione verso Saturno. Durante l'avvicinamento al pianeta per la preparazione dell'ingresso in orbita, l'astronoma di bordo scopre un nuovo satellite; ritenendo che si tratti dello stesso corpo celeste individuato e poi perduto da Pickering, gli viene attribuito il nome di Temi.